# 比尤拉谷 (科羅拉多州)
比尤拉谷（英語：Beulah Valley）是位於美國科羅拉多州普韋布洛縣的一個人口普查指定地區。

## 地理
比尤拉谷的座標為38°04′20″N 104°57′48″W / 38.07222°N 104.96333°W，而該地最高點為海拔高度1881米（即6171英尺）。

## 人口
根據2010年美國人口普查的數據，比尤拉谷的面積為6.662平方千米，當中陸地面積為6.660平方千米，而水域面積為0.002平方千米。當地共有人口556人，而人口密度為每平方千米83人。